# Coś mocniejszego
Coś mocniejszego – zbiór opowiadań autorstwa Rafała Ziemkiewicza, który ukazał się w 2006 roku nakładem wydawnictwa Fabryka Słów. Posłowie do antologii napisał Maciej Parowski. Książka jest częścią serii wydawniczej Bestsellery Polskiej Fantastyki.
Książka gromadzi opowiadania Ziemkiewicza napisane w różnych latach, część z nich była publikowana wcześniej w innych zbiorach, takich jak Czerwone dywany, odmierzony krok oraz Cała kupa wielkich braci.

## Opowiadania
Książka podzielona jest na trzy części, zawiera ona łącznie dwadzieścia opowiadań:
- Żadnych marzeń
  - Żywa gotówka
  - Akwizytor
  - Cała kupa wielkich braci
  - Pobożne życzenie
  - Żadnych marzeń
  - Coś mocniejszego
  - Ostatnie słowo
  - Eliksir szczęścia
- Czerwone dywany, odmierzony krok
  - Człowiek w pociągu
  - Jawnogrzesznica
  - Czerwone dywany, odmierzony krok
  - Pięknie jest w dolinie
  - Niezły
  - Pokój naszych czasów
- Szybki montaż
  - Godzina przed świtem
  - Tańczący mnich
  - Bejbiś™
  - Dobra wróżka
  - W południe
  - Szybki montaż

## Opis
W pierwszej części narratorem jest alter ego pisarza, Rafał Aleksandrowicz – zdolny i nieco cyniczny dziennikarz, który staje się świadkiem wielu nierealnych wydarzeń. Ta część zawiera głównie opowiadania o tematyce politycznej. W jednym z opowiadań pojawia się postać Jakuba Wędrowycza.
Druga część składa się z opowiadań o tematyce społecznej. Jest to część bardziej poważna od pierwszej, przedstawia alternatywne wersje historii Europy, między innymi konsekwencje zderzeń cywilizacji na tle religijnym. Głównymi bohaterami tej części są różne postacie, zazwyczaj wpływowe.
W trzeciej części zawarto mniej lub bardziej klasyczne horrory. Dwa pierwsze opowiadania obracają się w kręgach militarnych. Pozostałe dotyczą różnej tematyki.
Niektóre z opowiadań zawartych w zbiorze były nominowane w różnych latach do Nagrody Zajdla.

## Odbiór
Zbiór pozytywnie zrecenzował Jakub Winiarski w Nowej Fantastyce (9/2006), pisząc, że w tomie są "wszystkie dobre opowiadania, jakie Ziemkiewicz napisał do tej pory".
Inne recenzje:
- Paweł Dunin-Wąsowicz : Ziemkiewicz ampflikator. Lampa 2006 nr 7/8 s. 69
- Robert Ziębiński: Ziemkiewicz klasykiem. Newsweek Polska. Polska 2006 nr 31 s. 92 (nota; z fot. pisarza...)
- J. Dukaj: Ziemkiewicz fantastyczny. „Dziennik” 2006 nr 96.
- T. Kleta: Podroż pod prąd czasu. „Avatarae” 2006 nr 5.
- W. Lada: W samym centrum absurdu. „Życie Warszawy” 2006 nr 183.
- Ł. Orbitowski: Fantasta kontra publicysta. „Przekrój” 2006 nr 35